# 2020 في الكويت
تعرض المقالة أحداث 2020 في الكويت.

## المناصب
| الصورة | المنصب       | الاسم                                     |
| ------ | ------------ | ----------------------------------------- |
|        | أمير الدولة  | صباح الأحمد الجابر الصباح (حتى 29 سبتمبر) |
|        | أمير الدولة  | نواف الأحمد الجابر الصباح (منذ 30 سبتمبر) |
|        | ولي العهد    | نواف الأحمد الجابر الصباح (حتى 29 سبتمبر) |
|        | ولي العهد    | مشعل الأحمد الجابر الصباح (منذ 8 أكتوبر)  |
|        | رئيس الوزراء | صباح خالد الحمد الصباح                    |

## أحداث

### يناير
- 7 يناير
  - أعلن رئيس أركان الدفاع الكندي الجنرال جوناثان فانس أن بعض أفراد القوات العسكرية الكندية في العراق سيتم نقلهم إلى الكويت المجاورة لأسباب تتعلق بالسلامة.[1]
  - نهائي كأس ولي العهد وفوز نادي الكويت على نادي العربي بركلات الترجيح.[2]
- 8 يناير – قالت وكالة الأنباء الكويتية إن حسابها الرسمي على تويتر تم اختراقه بعد أن نشر تقريرًا إخباريًا مزيفًا يفيد بأن الجيش الأمريكي سيغادر معسكر عريفجان خلال ثلاثة أيام.[3]
- 11 يناير - إعلان الحداد الرسمي وتنكيس الأعلام وتعطيل الدوائر الحكومية لمدة 3 أيام لوفاة السلطان قابوس[4]
- 15 يناير - انطلاق النسخة الثانية من معرض الكويت للطيران 2020.[5]
- 16 يناير - انطلاق البطولة الآسيوية 19 لكرة اليد التي تستضيفها الكويت من 16 إلى 27 يناير.[6][7]

### فبراير
- 24 فبراير – أعلنت البلاد، إلى جانب العراق وأفغانستان وعمان والبحرين، عن تسجيل أولى حالات الإصابة بفيروس كورونا (كوفيد-19).[8][9][10]

### أبريل
- 4 أبريل – تم الإعلان عن أول حالة وفاة بسبب فيروس كوفيد-19 في البلاد، بعد أن وصلت الإصابات إلى 479 حالة.[11]

### يوليو
- 6 يوليو – تجاوزت الكويت 50,000 حالة إصابة بعد تسجيل 538 إصابة جديدة خلال الأربع والعشرين ساعة الماضية. كما ارتفع عدد الوفيات إلى 373 حالة.[12]
- 18 يوليو – تم إدخال الأمير صباح الأحمد الجابر الصباح إلى المستشفى لإجراء فحوصات طبية وصفها مساعدوه بأنها "روتينية". وسيتولى ولي العهد|ولي العهد نواف الأحمد الجابر الصباح، الأخ غير الشقيق للأمير البالغ من العمر 83 عامًا، بعض مهام الأمير مؤقتًا.[13][14]
- 19 يوليو – خضع الأمير صباح الأحمد الجابر الصباح، البالغ من العمر 91 عامًا، لعملية جراحية ناجحة وعلاج طبي. وتولى ولي العهد نواف الأحمد الجابر الصباح مؤقتًا بعض الصلاحيات، وسيستمر في ذلك حتى "انتهاء الحالة الصحية".[15]
- 23 يوليو – سافر الأمير الكويتي صباح الأحمد الجابر الصباح، البالغ من العمر 91 عامًا، إلى الولايات المتحدة لتلقي المزيد من العلاج الطبي بعد إجرائه عملية جراحية ناجحة قبل أيام.[16]

### أغسطس
- 1 أغسطس – الهيئة العامة للطيران المدني في الكويت تحظر الرحلات الجوية من وإلى 31 دولة، وذلك مع استئناف العمل في مطار الكويت الدولي بطاقة تشغيلية منخفضة.[17]

## وفيات
- 28 يناير - محمد المسعود، رياضي.
- 12 فبراير - عبد العزيز المخلد، رياضي.
- 22 مارس - صلاح العتيقي، طبيب وسياسي.
- 29 مارس - سليمان الياسين، ممثل.
- 29 مارس - يوسف الحجي، سياسي وداعية وعالم.
- 12 يونيو - فيصل القناعي، كاتب وصحفي.
- 12 يونيو - عبد الرحمن العتيقي سياسي و وزير ماليه سابق.
- 16 يونيو - حبيب جوهر حيات، وزير ونائب سابق.
- 17 يونيو - أحمد بهبهاني، صحفي كويتي و رئيس اتحاد الصحفيين العرب.
- 25 يوليو - خالد الياسين، عسكري.
- 27 يوليو - أحمد الهارون، وزير سابق.
- 29 سبتمبر - صباح الأحمد الجابر الصباح، أمير دولة الكويت الخامس عشر، والخامس بعد الاستقلال من المملكة المتحدة.
- 11 أكتوبر - جاسم الطويرجاوي، رجل دين وخطيب حسيني وواعظ معاصر عند الشيعة.
- 7 نوفمبر - عامر محمد، ممثل.
- 20 ديسمبر - ناصر صباح الأحمد الصباح، وزير الدفاع السابق.